# Vicenta Cortés Alonso
Vicenta Cortés Alonso (Valencia, 1 de marzo de 1925- Valencia, 4 de enero de 2021) fue una archivera, investigadora y docente española que publicó numerosos libros sobre archivística.

## Biografía
Cursó sus estudios en su ciudad natal, primero en la Escuela Cossío y luego en la licenciatura en Filosofía y Letras, Sección de Historia, obteniendo Premio Extraordinario (1948). Misma distinción alcanzará su Doctorado en Historia en la Universidad Complutense (1952), por su tesis sobre la Historia de los indios del sureste de los Estados Unidos durante la segunda mitad del siglo XVIII (1750-1800).
Ingresó en 1954 en el Cuerpo Facultativo de Archiveros, Bibliotecarios y Arqueólogos. Su primer destino fue el Archivo General de Indias (1954-1957). Fue directora del Archivo de la Delegación de Hacienda, plaza que ocupó desde 1962 y donde realizó un censo de los archivos de su distrito y del Centro Coordinador de Bibliotecas de Huelva (1962-1964), directora del Gabinete de Documentación, Biblioteca y Archivo del Ministerio de Educación y Ciencia (1968-1972), Inspectora General de Archivos (1973-1984), finalizando su carrera profesional en 1990 en el Archivo Histórico Nacional en donde trabaja desde 1984 en la Sección de Consejos Suprimidos. Allí realizó una guía de la Sección y un estudio de las series documentales más interesantes.
En el aspecto académico de su carrera fue profesora de Historia de América en las Universidades de Madrid y Sevilla entre 1950 y 1956, profesora de Paleografía de la Facultad de Filosofía y Letras de la Universidad Nacional de Bogotá entre 1957 y 1959, profesora de Historia en la Facultad de Humanidades de las Universidad de Los Andes en Bogotá (1956-1959). Desde 1968 y hasta 1982 fue profesora de etnohistoria en el Departamento de Historia de América en la Universidad Complutense de Madrid.
Ha sido ponente en numerosos cursos de archivística tanto en España como en el extranjero, principalmente en Hispanoamérica y Estados Unidos. Además, participó en las reuniones del "Grupo de archiveros de Madrid" desde sus comienzos en 1981, donde volcó toda la experiencia acumulada en sus años de trabajo para que la labor de este grupo saliera adelante. También ocupó  el cargo de presidenta de la Federación española de asociaciones de archiveros, bibliotecarios, arqueólogos, museólogos y documentalistas  (ANABAD) desde 1986 hasta 1992 donde lleva a cabo el relanzamiento del Boletín de esta asociación y diseñó nuevas colecciones entre las publicaciones de esta entidad. Ha sido vocal de la junta directiva de Archivo, Guerra Civil y Exilio (AGE).
Falleció el 4 de enero de 2021.

## Premios, condecoraciones y distinciones
Cortés Alonso ha recibido los siguientes premios, condecoraciones y distinciones:
- Premio Senyera del Ayuntamiento de Valencia (1960)
- Miembro de la American Academy of Franciscan History, Washington (1964)
- Condecoración de la Orden “Al mérito por servicios distinguidos” en el grado de Caballero, de Perú (1980)
- Socia de honor de la Asociación Peruana de Archiveros, Lima (1980)
- Miembro de la Society for Spanish and Portuguese Historical Studies (1984)
- Miembro honorario del Instituto Riva-Agüero, Lima (1991)
- Medalla de honor de ANABAD, Toledo (1999)
- Premio de la Associació d’Arxivers Valencians (2004)
- Condecoración del Archivo General de la Nación de Perú, Lima (2004)
- Miembro correspondiente de la Academia Nacional de la Historia del Perú, Lima (2004)
- Homenaje del Grupo de Archiveros de la Comunidad de Madrid (2005)
- Socia de honor de la Asociación Uruguaya de Archivólogos, Montevideo (2009)
- Encomienda del Mérito Civil del Ministerio de Asuntos Exteriores (2011), reconocimiento oficial del gobierno de España a una carrera profesional rica y variada.